# Sif Glacier
Sif Glacier är en glaciär i Grönland (Kungariket Danmark). Den ligger i den norra delen av Grönland, 2 200 km norr om huvudstaden Nuuk. Sif Glacier ligger 97 meter över havet.
Terrängen runt Sif Glacier är huvudsakligen kuperad, men norrut är den bergig. Sif Glacier ligger nere i en dal.  Trakten runt Sif Glacier är nära nog obefolkad, med mindre än två invånare per kvadratkilometer. Det finns inga samhällen i närheten. Trakten runt Sif Glacier är permanent täckt av is och snö.